# Кулинич Ольга Павлівна
О́льга Па́влівна Кули́нич (нар. 1 лютого 2000) — українська професійна велосипедистка, майстер спорту України міжнародного класу.

## З життєпису
Народилася 2000 року. Проживає в місті Біла Церква. Тренує Ольгу Сергій Чмирук, заслужений тренер України.
Виступає за UCI Women's Team — жіночу континентальну команду Doltcini–Van Eyck–Proximus..
Чемпіонат України з велоспорту на шосе — жінки-юніорки — переможниця (2017 і 2018 роки).
В січні 2020 року виграла золото в складі національної збірної України на міжнародних змаганнях у турецькому Білеку. У жовтні 2020 року брала участь в жіночій гонці Льєж–Бастонь–Льєж у Бельгії.